# Famille von Vietinghoff
 (septembre 2024).
Si vous disposez d'ouvrages ou d'articles de référence ou si vous connaissez des sites web de qualité traitant du thème abordé ici, merci de compléter l'article en donnant les références utiles à sa vérifiabilité et en les liant à la section « Notes et références ».
La famille von Vietinghoff dite de Scheel (autrefois Vittinghof), est une famille de la noblesse immémoriale de Westphalie, dont une branche s'installe en Livonie au XIIIe siècle avec l'Ordre Livonien. Leurs ancêtres sont trois frères mentionnés en 1230, les chevaliers Heinricus, Theodericus et Winnimarus de Vitighoven qui sont ministériels de l'évêque de Münster. Le 1er mai 1243 Heinricus de Vitighoven est seigneur du château fort de Blankenstein, sous la suzeraineté de Dietrich von Altena-Isenberg (1215-1301), tandis que Theodericus de Vitighoven est le vassal de Friedrich von Isenberg.Heinricus de Vitighoven devient chevalier de Neue Isenburg (de), adoubé par l'archevêque de Cologne. Il demeure dans sa maison fortifiée de Vittinghof (de), au sud d'Essen.
Au XIVe siècle, Arnoldus et Conradus de Vitinghove partent en croisade pour la Livonie avec les chevaliers Porte-Glaive. Arnold de Vitinghove devient entre 1341 et 1346 commandant de l'ordre (en latin : commandator, en allemand : Kommtur) à Marienburg, puis entre 1360 et 1364 Landmeister de l'ordre, sous le ordres du grand-maître Winrich de Kniprode (1310-1382). son frère, Conrad de Vitinghove, est commandeur de la commanderie d'Ascheraden entre 1387 et 1393, puis de la commanderie de Fellin. Il devient Landmeister c'est-à-dire maître de la Livonie et combat contre les Russes, mais ne prend pas part à la bataille de Tannenberg.
Une association se forme à Riga en 1890, puis à Berlin en 1903 qui réunit les différentes branches des barons, comtes et seigneurs de Vittinghof, de Vietinghoff et de Scheel. Celle-ci existe toujours de nos jours. Les réunions familiales ont lieu tous les deux ans.
L'orthographe de leur nom de famille n'a pas moins de vingt-cinq versions. La terminaison ing provient du vieil-allemand, et qualifie l'écuyer, ou ministériel, provenant d'une maison fortifiée (Hoff en bas-allemand), sous la protection de saint Vitus (Vit, devenu Viet, Guy en français moderne). Ce saint est le saint patron de l'abbaye de Corvey, ainsi que de nombreux châteaux de la région de la forêt de Teutberg (ou forêt teutonne) et sur la route de Duisbourg au Rhin, dont les chapelles étaient desservies par les moines des environs. Dans cette région d'Allemagne, restée catholique, de nombreuses branches de la famille portent le nom de von Vittinghoff ou von Vietinghoff gennant Schell, c'est-à-dire de Vittinghoff dit de Schell, pour les différencier des autres. Ceux qui sont devenus luthériens-protestants portent le nom de von Vietinghoff gennant Scheel. Une branche se nomme von Vietinghoff-Riesch d'après le domaine du comte von Riesch à Neschwitz en Lusace, mort sans enfant. Une branche suédoise orthographie son nom Fitinghoff.

## Branches de la famille
La branche A catholique (Vittinghoff) est demeurée en Rhénanie, notamment dans la région du cours inférieur du Rhin, mais elle s'est éteinte en lignée masculine en 1995. Les chevaliers livoniens Arnold et Conrad, ayant fait vœu de célibat, n'ont pas de descendance. D'autres membres de la famille s'installent dans la Baltique au XIVe siècle, ce sont Dietrich, Vitink, Henrik Ier, Viting et Henrich. Vicnig est l'ancêtre des Vietinghoff de la Baltique et de la branche B dans l'actuelle Estonie et l'île d'Ösel. La branche C s'installe en Livonie et la branche D en Courlande. Leurs domaines sont au début dans des territoires appartenant à l'ordre Livonien, ensuite à la Pologne ou au Danemark, puis à la Suède et à partir du XVIIIe siècle à la Russie impériale. Les provinces baltes ont été pendant sept cents ans le berceau de la famille, jusqu'à ce qu'elle soit expropriée en 1919. Certains s'installent aussi en Suède, en Pologne ou dans la Russie intérieure, ou retournent en Allemagne et même jusqu'en Autriche. De Suède, les descendants d'Otto Johann Finttinghof (1857-1934) s'implantent aux États-Unis. La Révolution russe disperse la plupart de ses membres en Occident, ou même en Chine à Harbin. Quelques-uns restent, malgré les difficultés en URSS et reprennent contact avec le reste de la famille après 1990. Leurs descendants sont en Russie et en Ukraine.
Leurs ancêtres étaient au service de l'Empire russe, surtout dans la carrière des armes, mais aussi comme officiers pour le royaume de Prusse, le royaume de Saxe, l'Empire allemand, le royaume de Wurtemberg, le royaume de Suède, la Pologne, la France, les Pays-Bas ou auprès de la Maison de Hanovre. Ils ont été étroitement mêlés à l'histoire de l'Europe et ont participé à de grandes batailles, de celles de Wallenstein contre Louis XIV, de la Grande Catherine contre les Turcs, à celles contre Napoléon (ou certains pour lui dans la Grande Armée).
Otto Hermann von Vietinghoff est ministre de la santé de Catherine II ; deux généraux von Vietinghoff combattent pour Frédéric le Grand ; Christian V de Danemark, Charles XII de Suède, les empereurs de Russie Alexandre Ier, Alexandre II et Alexandre III ont chacun un général von Vietinghoff dans leur armée, ainsi que le Kaiser. Le capitaine Bruno von Vietinghoff (nommé amiral à titre posthume) combat les Japonais pendant la bataille de Tsushima en 1905. Un autre est général de la Wehrmacht en Italie en 1945, tandis qu'un membre de la famille est du côté des Américains.
La plupart des membres de la famille s'occupent de leurs domaines seigneuriaux en Europe du Nord ou en Allemagne ; ils sont chambellans de différents royaumes ou principautés d'Allemagne, beaucoup de femmes sont dames d'honneur de différentes cours et d'autres de la branche catholique abbesses. Un Vietinghoff est étudiant de Martin Luther. Ceux du XXe siècle se sont illustrés dans toutes les branches de la société.

## Armes

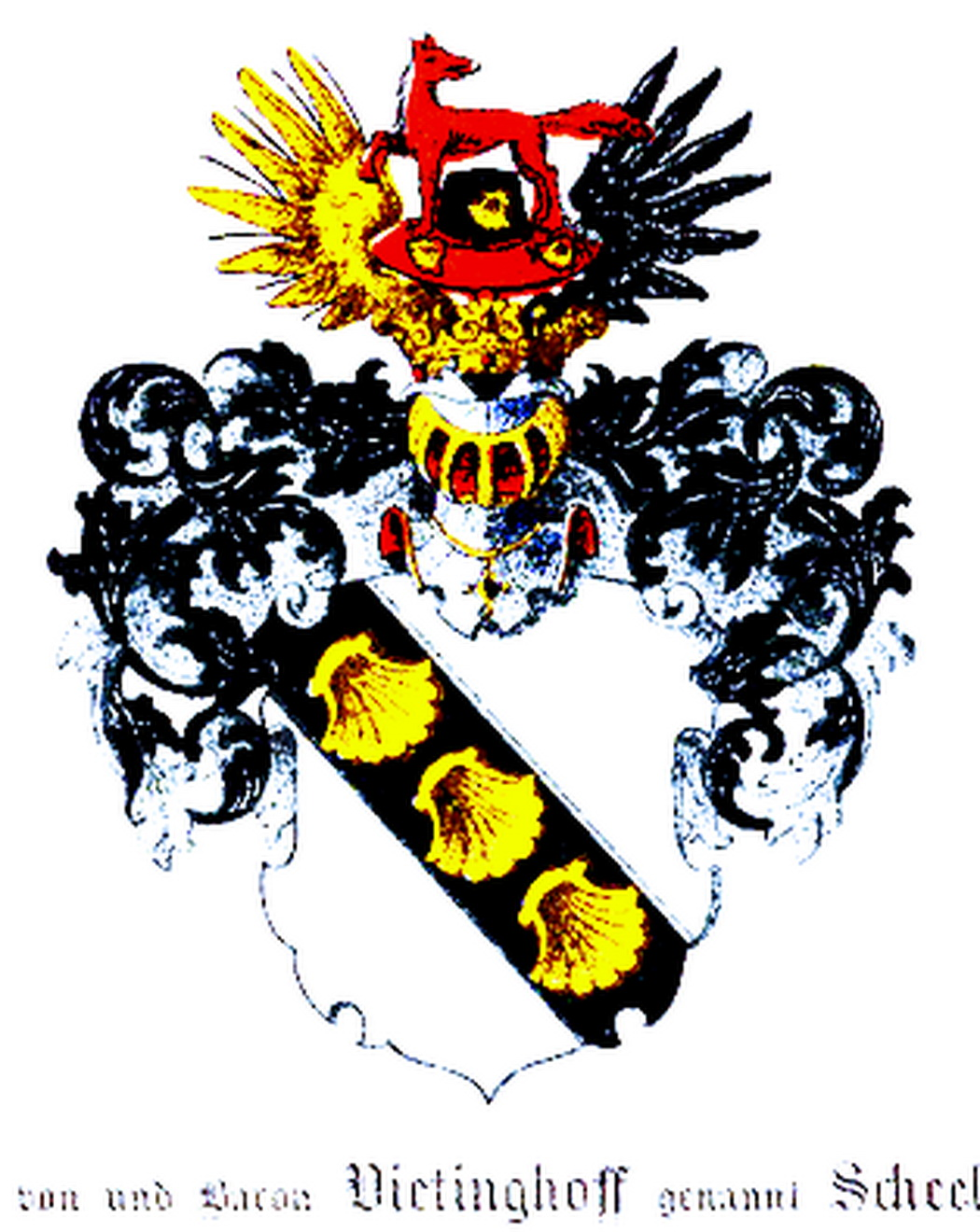
Armoiries des Vietinghoff de Scheel

## Personnalités
Classées d'après leur date de naissance :
- Arnold de Vitinghove (mort en 1364), chevalier Porte-Glaive et maître de l'Ordre en Livonie
- Conrad de Vitinghove (mort en 1413), chevalier Porte-Glaive, maître de l'Ordre en Livonie
- Conrad von Vietinghoff (mort en 1507), chevalier Porte-Glaive, commandant de la commanderie de Pernau
- Gertrude de Vietinghoff (XVIe siècle), abbesse de l'abbaye Sainte-Brigitte
- Johann Wilhelm von Vietinghoff (de) (1682-1738), général de cavalerie du Mecklembourg, commandant de Dantzig
- Erich Johann von Vietinghoff (1699-1761), homme politique balte
- Peter von Vietinghoff (1713-1756), sénateur balte
- Detlef von Vietinghoff (de) (1713-1789), général prussien
- Baron Otto Hermann von Vietinghoff, genannt von Scheel (1722-1792), ministre de la santé de l'Empire russe, mécène et collectionneur
- Baron Georg Michael von Vietinghoff, genannt von Scheel (1722-1807)[3], maréchal de camp des Armées du Roy sous le règne de Louis XV[4]
- August Wilhelm von Vietinghoff (de) (1728-1796), général prussien
- Hermann Karl von Vietinghoff (1737-1812), seigneur d'Addafer, aujourd'hui Adavere
- Baronne Juliane von Vietinghoff, baronne de Krüdener (1764-1824), fille du baron Otto Hermann von Vietinghoff et mystique piétiste
- Heinrich Ludwig von Vietinghoff (de) (1782-1853), général de l'armée impériale russe, topographe
- August von Vietinghoff (de) (1783-1847), officier prussien, ami de Friedrich Friesen
- Baron Johann von Vietinghoff (ru) (1797-1871), général de cavalerie de l'armée impériale russe, fils du baron Gustav Heinrich von Vietinghoff de la branche de Courlande
- Alexander von Vietinghoff genannt von Scheel (de) (1800-1880), général prussien
- Baron Hermann von Vietinghoff, genannt von Scheel (1829-1905), général prussien
- Baron Boris von Vietinghoff-Scheel (1829-1901), compositeur
- Baron Bruno von Vietinghoff (1849-1905), amiral à titre posthume de la flotte russe, combattant de la guerre russo-japonaise
- Baron Hermann von Vietinghoff (1851-1933) de la branche de Scheel, aide-de-camp du kronprinz Frédéric, général de cavalerie du royaume de Prusse
- Baron Leopold Ferdinand Adam von Vietinghoff, genannt von Scheel (1867-1946), homme politique allemand
- Rosa Fitinghoff (1872-1949), femme de lettres suédoise
- Baron Friedrich von Vittinghoff (1874-1959), de la branche Schell de Schellenberg, membre de la chambre des seigneurs de Prusse et camérier secret du pape Benoît XV
- Jeanne de Vietinghoff (1875-1926) née Bricou de Grave, femme de lettres
- Baron Heinrich von Vietinghoff, genannt von Scheel (1887-1952), général de la Wehrmacht
- Baron Arnold von Vietinghoff-Riesch (de) (1895-1962), ornithologue
- Baron Egon von Vietinghoff (1903-1994), peintre et philosophe
- Baron Felix von Vittinghoff-Schell (de) de la branche Schell de Schellenberg (1910-1992), bourgmestre de Weeze, député du Bundestag
- Baron Joachim von Vietinghoff (de) (1941-), producteur de films
- Baron Eckhart von Vietinghoff (de) (1944-), juriste, auteur, président de l'Église régionale protestante luthérienne de la région de Hanovre

## Possessions

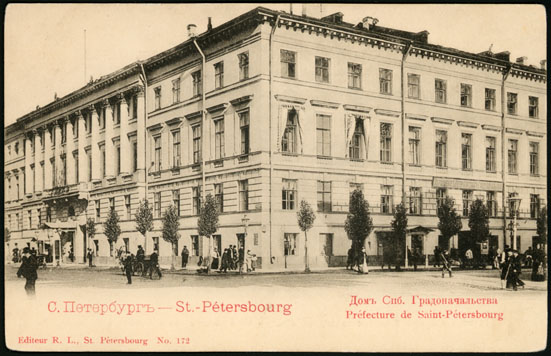
Vue du début du XXe siècle du palais Vietinghoff, construit par Otto Hermann von Vietinghoff (1722-1792)

- En Allemagne : château de Kalbeck (de) (Rhénanie), manoir de Reetz à Neuenkirchen (île de Rügen), château de Schellenberg (Rhénanie), château de Wittringen (Rhénanie)
- En Estonie : domaine de Kechtel (aujourd'hui à Kehtna)
- En Lettonie : château de Marienburg, Nouveau château de Marienburg (aujourd'hui à Alūksne)
- En Russie : Palais Vietinghoff, à Saint-Pétersbourg (no 2, rue Gorokhovaïa (en)), aujourd'hui musée de la police de Russie